# Tornada e Salir do Porto
Tornada e Salir do Porto (oficialmente, União das Freguesias de Tornada e Salir do Porto) é uma freguesia portuguesa do município de Caldas da Rainha, com 29,53 km² de área e 4434 habitantes (censo de 2021). A sua densidade populacional é 150,2 hab./km².

## História
Foi criada aquando da reorganização administrativa de 2012/2013,  resultando da agregação das antigas freguesias de Tornada e Salir do Porto e tem sede em Tornada.

## Demografia
A população registada nos censos foi:
| Distribuição da População por Grupos Etários | Distribuição da População por Grupos Etários | Distribuição da População por Grupos Etários | Distribuição da População por Grupos Etários | Distribuição da População por Grupos Etários |
| -------------------------------------------- | -------------------------------------------- | -------------------------------------------- | -------------------------------------------- | -------------------------------------------- |
| Ano                                          | 0-14 Anos                                    | 15-24 Anos                                   | 25-64 Anos                                   | > 65 Anos                                    |
| 2001                                         | 566                                          | 509                                          | 2070                                         | 775                                          |
| 2011                                         | 634                                          | 389                                          | 2311                                         | 1024                                         |
| 2021                                         | 523                                          | 421                                          | 2188                                         | 1302                                         |

À data da junção das freguesias, a população registada no censo anterior (2011) foi:
| Freguesia atual                                  | Freguesia atual  | Freguesia atual | Freguesias antigas | Freguesias antigas | Freguesias antigas |
| Freguesia                                        | População (2011) | Área (km²)      | Freguesia          | População (2011)   | Área (km²)         |
| ------------------------------------------------ | ---------------- | --------------- | ------------------ | ------------------ | ------------------ |
| União das Freguesias de Tornada e Salir do Porto | 4358             | 29,53           | Tornada            | 3561               | 19,70              |
| União das Freguesias de Tornada e Salir do Porto | 4358             | 29,53           | Salir do Porto     | 797                | 9,86               |